# Захарово (усадьба)
Заха́рово — бывшая дворянская усадьба в одноимённой деревне Одинцовского городского округа Московской области, где прошло раннее детство А. С. Пушкина. C 1987 года — филиал Государственного историко-литературного музея-заповедника А. С. Пушкина.

## История
В XVII—XVIII веках селом Захарово владели дворяне Камынины и князья Урусовы.
Усадьба сформирована во второй половине XVIII века помещиком Д. П. Савёловым. В 1781 году её приобрёл капитан артиллерии И. Я. Тинков. При нём был построен двухэтажный господский дом со службами.
В ноябре 1804 года вдова Тинкова продала своё имение за 28 тысяч рублей «морской артиллерии 2 рангу капитанше» Марии Алексеевне Ганнибал, бабушке А. С. Пушкина. С 1805 по 1810 год будущего поэта каждое лето привозили к бабушке в Захарово:
Мне видится моё селенье,

Моё Захарово; оно

С заборами к реке волнистой,

С мостом и рощею тенистой

Зерцалом вод отражено…
После отъезда Пушкина в Царскосельский лицей в 1811 году село было продано родственнице М. А. Ганнибал, Харитонии Ивановне Козловой; после её смерти селом владела А. А. Орлова и её родственники, затем, в начале XX века — А. М. Нечаев, после 1910 года — Е. Н. Голубкова, Н. И. Жемочкин, О. Н. Кустаревская, М. П. Щербакова.
Дом, где бывал в детстве Пушкин, не сохранился. В начале XX века на его фундаменте был возведён новый деревянный особняк, весьма точно повторявший формы своего предшественника.
Существовавшее в советское время строение на месте усадебного дома никак не было связано с Пушкиными и использовалось для разных нужд. С 1928 года на территории усадьбы располагался пионерский лагерь и база отдыха Центрального дома Красной армии, некоторое время в доме располагалась школа.
В конце 1980-х годов здание пустовало, а в 1993 году сгорело.
Господский дом был воссоздан к 200-летию рождения Пушкина в 1999 году.
Средства на это строительство были выделены по личному указанию главы Одинцовского района А. Гладышева.

## Музей-заповедник
Вопрос об охране усадьбы Захарово был поднят ещё в конце XIX века, предлагалось её выкупить у владельцев, начиная с 1930-х годов предлагалась музеефикация

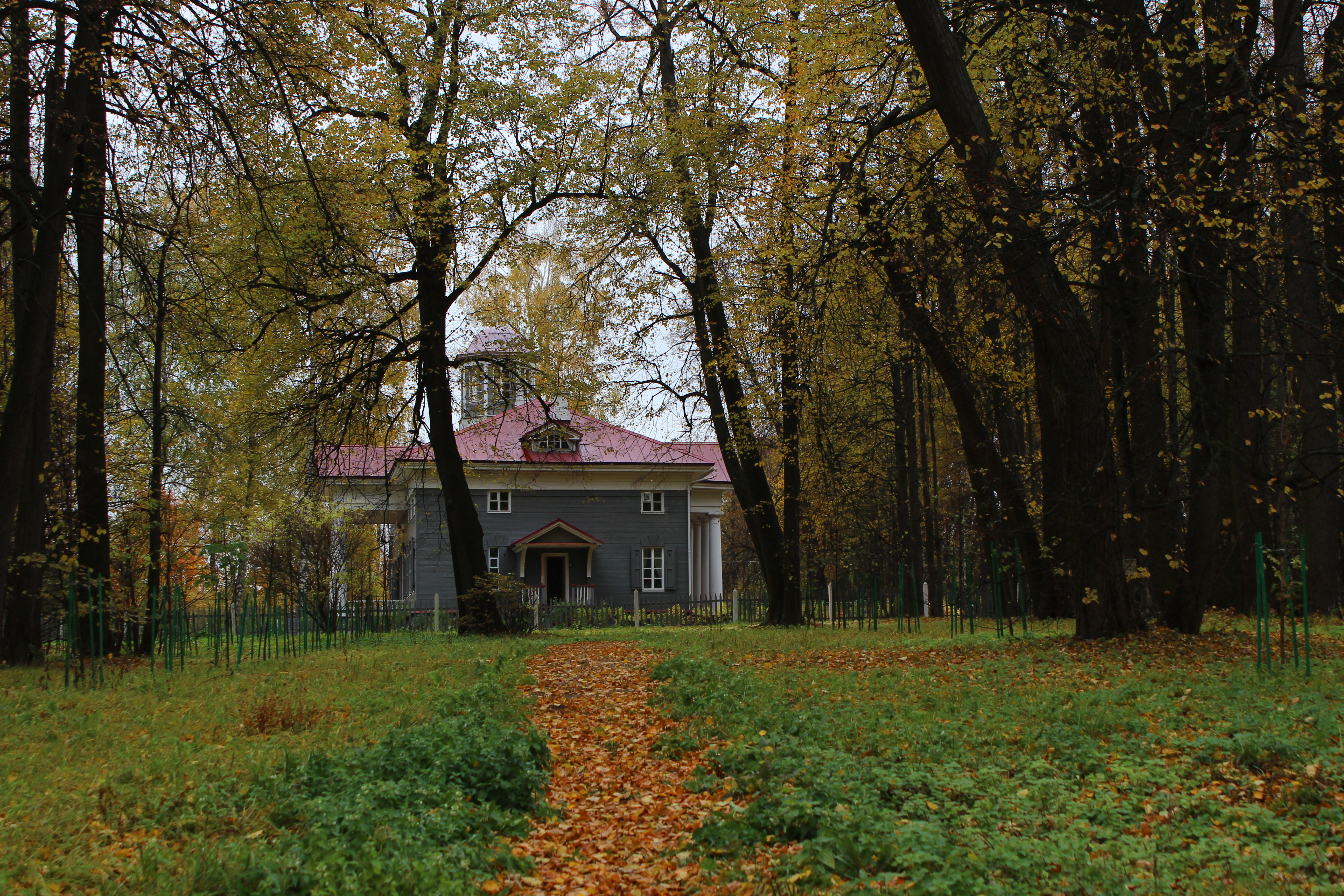
Историко-литературный государственный музей-заповедник А. С. Пушкина

29 апреля 1987 года было принято Постановление Совмина РСФСР о создании Государственного историко-литературного музея-заповедника А. С. Пушкина на базе памятников и памятных мест бывших усадеб в селе Большие Вязёмы и деревне Захарово Одинцовского района Московской области.
В Захарове со времён Пушкина сохранились подъездные аллеи, пруды, липовый парк.
В 1993 году начавший реставрироваться усадебный дом постройки начала XX века сгорел при невыясненных обстоятельствах. Господский дом был воссоздан к 200-летию рождения Пушкина в 1999 году по проекту Н. Е. Карташовой и В. В. Зубарева.
Средства на это строительство были выделены по личному указанию главы Одинцовского района А. Гладышева.
По проекту А. С. Хижняка установлен памятник поэту.

### Экспозиция

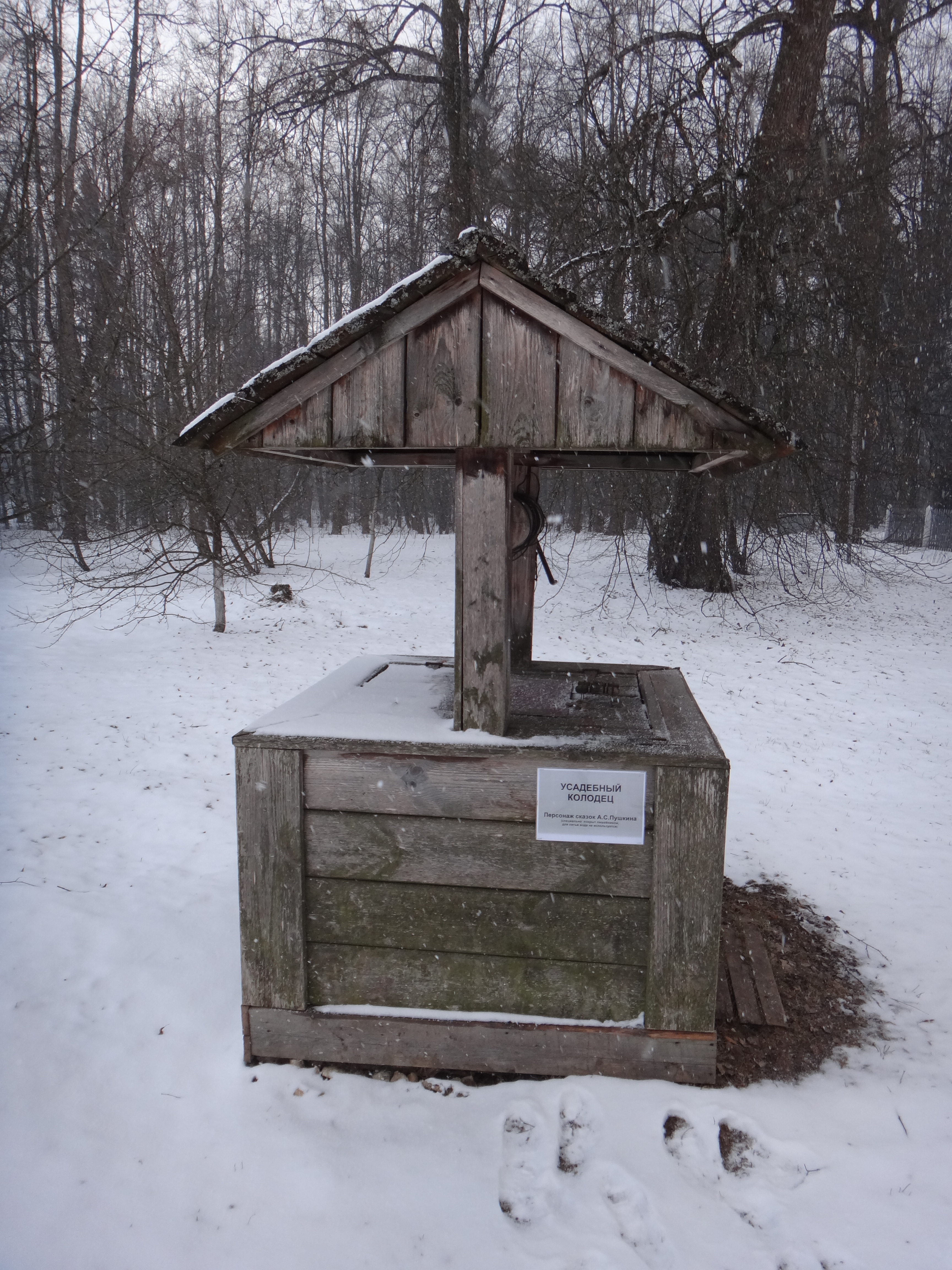
Колодец в усадьбе

Первый этаж восстановленного господского дома отдан под музей детства А. С. Пушкина. На втором этаже оборудованы комнаты научных сотрудников, администрации, зала для проведения собраний.
По музею проводятся экскурсии, также открыты музейные экспозиции и выставки. Всего на территории заповедника действуют три музея. Каждое воскресенье, начиная с сентября и кончая апрелем, в каминном зале дворца проводятся музыкальные вечера и концерты. Также музей проводит работу с детьми: с ними проводятся занятия; планируется открыть школу юного экскурсовода и следопыта.
В музее проводятся большие научно-исследовательские работы. Каждый год проводятся четыре крупные научные конференции; на них съезжаются учёные со всей России; также издаются научные сборники и рекламные буклеты. В фондах музея хранятся предметы культуры усадеб XVII—XIX веков.
В 2005 году в усадьбе установлен памятник М. А. Ганнибал и юному Пушкину — подарок воронежского скульптора А. Е. Козинина.
На территории парка и усадьбы музея-заповедника с 2016 года проводится летний семейный фестиваль «Традиция», организаторами которого являются художественный руководитель МХАТ им. М. Горького Эдуард Бояков и российский писатель Захар Прилепин. В рамках фестиваля на различных площадках проходят спектакли по произведениям Пушкина и о Пушкине, выступления народных коллективов, лекции и встречи с культурными и общественными деятелями, мастер-классы.